# 平成日本のよふけ
『平成日本のよふけ』（へいせいにほんのよふけ）は、フジテレビ系列局で放送されたフジテレビ製作のトーク番組シリーズ。

## 概要
司会の2人には内緒の「とんでもない人」をゲストに迎え、話を聞く番組シリーズである。ゲストが登場するまでは、赤ちゃんの格好をした人形「赤さん」（声の主は当番組の構成担当の木村祐一）が進行。テーマに沿ったゲスト候補3人を畳1枚に引き伸ばした写真とともに紹介、その中の1人が実際にスタジオに登場した（残り2人はダミーだが、出演依頼するも調整付かず資料だけ）。
この番組シリーズの起源は、1999年1月3日に放送された正月特番『鶴瓶と三宅ふたりはうさぎ年』で、同年4月19日深夜0時50分に『鶴瓶と南原、日本のよふけ』と題してレギュラー化。その半年後に『鶴瓶と慎吾、平成日本のよふけ』と題して1年半続いたのち、さらに『新・平成日本のよふけ』と題して2年間続いた。2003年には『ミライ』と題して半年間放送された。
2000年10月からはゲスト候補を紹介せず、ゲスト1人だけ（太字）を紹介するようになった。

## 鶴瓶と三宅、ふたりはうさぎ年
- 放送日：1999年1月3日
- 出演者：笑福亭鶴瓶、三宅裕司、木村祐一（赤さんの声）

### ゲスト
- うさぎ年生まれの政治家3人 小沢一郎、田中眞紀子、小泉純一郎
- うさぎ年生まれの上質を知っている3人 宮本亜門、錦織健、和泉元彌
- うさぎ年生まれのミュージシャン3人 忌野清志郎、泉谷しげる、小室等
- うさぎ年生まれの写真家3人 篠山紀信、加納典明、荒木経惟

## 鶴瓶と南原、日本のよふけ
- 放送期間：1999年4月19日 - 9月27日
- 出演者：笑福亭鶴瓶、南原清隆、木村祐一（赤さんの声）
- エンディングテーマ：『イエロー』アップル&ペアーズ

### ゲスト
- 日本を代表する現役で活躍する高齢者3人 森繁久弥、原健三郎、柳家小さん (5代目)
- 日本を代表する田中さん3人 田中眞紀子、田中康夫、田中邦衛
- プロ野球界の記録保持者3人 金田正一、王貞治、衣笠祥雄
- 日本を代表するアニメヒーローの生みの親3人 富野由悠季、水木しげる、やなせたかし
- 日本を代表する政治評論家3人 早坂茂三、舛添要一、竹村健一
- 日本を代表する企業家3人 澤田隆雄、関口房朗、安田隆夫
- 日本の理想のお母さん3人 鈴木その子、プリンセス・テンコー、美輪明宏
- 日本を代表する戦いの現場指揮官3人 佐々淳行、吉永祐介、岡田武史
- 日本を代表する歴代内閣官房長官3人 野中広務、後藤田正晴、武村正義
- 日本を代表する気合の入った3人 内田裕也、江夏豊、アントニオ猪木
- 日本を代表するペットを飼っている有名人 畑正憲、新沼謙治、藤田紘一郎
- 日本を代表するダイナミックな人生を送っている3人 青島幸男、岩國哲人、ミッキー・カーチス
- あなたの知らない世界の人々3人 団鬼六、山本集、明石康
- 日本を代表する世界に通用する3人 熊川哲也、坂本龍一、山本寛斎
- 日本を代表する生みの親3人 安藤百福、本多一夫、鈴木宣之
- 影にこの人あり裏方として生き様がカッコイイ3人 村上ポンタ秀一、木村大作、西村繁男
- 若者文化に影響力を与え日本を豊にした3人 石津謙介、中村とうよう、奈良林祥
- 特別編・大阪帝塚山スペシャル - 大阪府知事横山ノック

## 鶴瓶と慎吾、平成日本のよふけ
- 放送期間：1999年10月10日 - 2001年3月19日
- 出演者：笑福亭鶴瓶、香取慎吾、木村祐一（赤さんの声）、乾貴美子(1999年10月～2000年9月)

### ゲスト
- ナンチャンに代わる新しいMC3人 内村光良、笑福亭笑瓶、香取慎吾
- 戦後の大衆文化をリードした3人 本宮ひろ志、宮川泰、筒井康隆
- 雑誌「TIME」に掲載・20世紀世界に影響力を与えたアジアの20人の3人 三宅一生、豊田英二、井上大佑
- 各界を代表支える名門 鳩山由紀夫、松本幸四郎 (9代目)、金田一春彦
- 世界的ヒット商品の生みの親3人 黒木靖夫、嶋正利、白石義明
- 今世の中に怒っている3人 江川紹子、小田実、忌野清志郎
- 2足のワラジを履く政治家3人 堺屋太一、馳浩、松本和那
- アルファベット2文字の第1人者 団鬼六、小林克也、河原敏文
- 日本を代表する仕掛人3人 秋元康、奥山和由、康芳夫
- 特別編・政党めぐりツアー 穀田恵二、筆坂秀世、渕上貞雄
- 日本を代表する写真家3人 秋山庄太郎、荒木経惟、宮嶋茂樹
- 特殊なボディパーツ＝五感の持ち主3人 木村庄之助 (28代)、鈴木松美、浅田勝美
- 天才を支えた女性3人 三木睦子、岡本敏子、手塚悦子
- 人の全てを知り尽くす3人 小田晋、ヒクソン・グレイシー、上野正彦
- 政党を取り仕切る政治家3人 森喜朗、羽田孜、志位和夫
- 特別編・自由民主党幹事長森喜朗スペシャル - 中川秀直
- スーパーサラリーマン 瀬戸雄三、鈴木敏文、木村政雄
- 政治家の汚職事件を取り締まる検事3人 堀田力、宗像紀夫、五十嵐紀男
- 史上最強関西の女3人 太田房江、田辺聖子、瀬戸内寂聴
- 今、伸し上がっている3人 角田雄二、見城徹、孫正義
- 今では当たり前のモノをメジャーにした3人 丸山茂雄、藤田田、井原高忠
- 公務に身を捧げた3人 山口義夫、中澤昭、邊見正和
- 特別編 日下公人
- 各界の怖い3人 山口義夫、近藤珠實、新倉イワオ
- 鶴瓶の気になっている事を研究している3人 須藤武雄、岡部正、高木幹夫
- 裸一貫から会社を作り店頭公開一部上場に作り上げたモーレツ社長3人 猿橋望、渡邉美樹、田島治子
- 日本を背負って世界を制した3人 岡本綾子、桜井淑敏、中嶋広文
- テレビ界を駆け抜け本当の自分を見つけた3人 大橋巨泉、上岡龍太郎、ジミー大西
- 20世紀の子供達を熱中させた3人 野村誠一、藤子不二雄A、堀井雄二
- 歴代内閣総理大臣3人 村山富市、中曽根康弘、宮澤喜一
- 伝説のサクセスストーリーの持ち主3人 依田巽、高原慶一朗、伊比恵子
- 運輸業界の革命児3人 濱田輝男、青木貞雄、池谷貴行
- 人の怖さ良く知っている3人 安藤昇、小田晋、中島らも
- 終戦記念日戦争体験者3人 大田昌秀、奥宮正武、野坂昭如
- 伝説の不敗神話の持ち主3人 山下泰裕、桜井章一、安岡力也
- 歴史と伝統を守りながら戦い続け名前を継承する3人 桂春団治 (3代目)、松本幸四郎 (9代目)、木村庄之助 (29代)
- 赤さんのスキナ物の生みの親3人 白石義明、亜美伊新、つんく♂
- 各界の偉人3人 江崎玲於奈、井原高忠、釜本邦茂

リニューアル後
- 阪口純久、内野二朗、渡辺誠 (料理人)、三村仁司、三木睦子、後藤田正晴、青野輝子、森田豊 (会社役員)、廣岡達朗、谷田利景、的場順三、山口良治、代々木忠、新井泰道

## 鶴瓶と慎吾、新・平成日本のよふけ
- 放送期間：2001年4月1日 - 9月23日
- 出演者：笑福亭鶴瓶、香取慎吾、木村祐一（赤さんの声）

### ゲスト
- 衣笠祥雄、養老孟司、和田一夫、岡本行夫、日野原重明、瀬戸内寂聴、大谷豊二、都倉俊一、前田嘉彦、ヒュー・ブラウン、志方俊之、高部正樹、田北敏行、香取慎吾

## 鶴瓶と南原、新・平成日本のよふけ
- 放送期間：2001年10月7日－2003年3月30日
- 出演者：笑福亭鶴瓶、南原清隆、木村祐一（赤さんの声）

### ゲスト
- 遠藤勝裕、屋山太郎、佐治晴夫、すぎやまこういち、荒川眞一郎、大東敏治、野呂雅峰、石原慎太郎、瀬島龍三、中野裕之、小島宣隆、見沢知廉、土井利忠

リニューアル後
- 森喜朗、アントニオ猪木、青木盛久、江川紹子、堺屋太一、畑正憲、浜野安弘、桂米朝、小林旭、松本零士、山田重太郎、野中広務、髙田明、ベアテ・シロタ・ゴードン、榮久庵憲司、村山雅美、菅沼光弘、京谷好泰、高橋昌志、馬場元子、アルベルト・フジモリ

## ミライ
- 放送期間：2003年4月7日－9月15日（月深枠）
- 出演者：笑福亭鶴瓶、ゲスト（聞き手として南原も出演した。）

### 概要
『ミライ』では「ミライを担う若者へ」というテーマとなった。
インタビューの最後に鶴瓶が「では、最後に日本の皆さんへ……」と言って、ゲストが自らの思いを述べて締め括る。

### ゲスト
- 高部正樹、野村克也、愛田武、斎藤洋三、遠藤盛彰、玄・秀盛、明石康、荒木秀一、加藤紘一、金泳三、吉田芳幸、江上剛、中村敏夫、塚本宇兵、松井計、松永高司、鳩山邦夫、徳川恒孝、緒方保範、鈴木邦男、笑福亭鶴瓶

## 特別版
年末年始などに特別番組を放送。 佐々淳行はほぼ毎回出演していた。
2000年1月1日（23:30⁻24:45）の『正月も日本はよふけスペシャル』では後半、南原も登場し鶴瓶・香取の3人とゲスト4人（佐々・黒木靖男・小田実・早坂茂三）によるトークが行われた。
2000年5月9日・16日（前日深夜24:55⁻25:25）、『平成日本のよふけ 新緑スペシャル』が放送。
後藤田正晴は2000年12月の3週スペシャル『平成日本のよふけ世紀末記念スペシャル』（12月5日（4日深夜（24:55⁻25:25））・12日（11日深夜（24:55⁻25:25））・19日（18日深夜（25:15⁻25:45））で初登場、佐々に加えて“援護戦闘機”として的場順三、岡本行夫も出演。2001年3月19日の「平成日本のよふけ」としての最終回及び2001年4月29日（13:30⁻13:55）の『新・平成日本のよふけ緊急スペシャル』では後藤田・佐々・的場が登場、3人が香取の質問に回答する形で進行した。こららの放送と前後して、的場と岡本もそれぞれ単独で番組に出演している。
2001年7月22日の27時間テレビで鶴瓶・香取・佐々淳行が聞き手としたスペシャル『鶴瓶・香取の日本のよあけスペシャル』（特番の1コーナー）を日曜朝（07:25⁻09:08）に放送した。
2001年12月9日（13:30⁻14:00）、総集編『新・平成日本のよふけ この人エラなったなぁ～スペシャル』が放送。
2001年12月23日（13:30⁻14:25）、『新・平成日本のよふけIN新宿スペシャル』では都庁にいる石原慎太郎都知事（当時）に会いに行っている。佐々は出演していない。
瀬島龍三は2002年新春スペシャル『新・平成日本のよふけ こんな人おったんやスペシャル』（1月2日（23:55⁻24:55）・13日（13:30⁻14:00）・20日（13:30⁻14:00）） に始まり、断続的に9回分を放送した。のち番組は書籍化された。
2002年4月7日（13:00⁻14:00）の『新・平成日本のよふけスペシャル』 （ゲスト:森喜朗）が放送。
「よふけ」シリーズとしての最終3回（2003年3月16日・23日・30日（全日13:30⁻14:00））は総決算として『新・平成日本のよふけ 今こそこの男の話を聞け!SP』と題し、後藤田・佐々・的場・岡本が再び出演した。イラク戦争などの当時の国際情勢をめぐる議論や、4者の閣僚・官僚時代の経験談を交えながら近未来の日本を展望し、このシリーズを締めくくった。

## 2008年復活版
フジテレビにて2008年1月1日に復活スペシャル版『まだまだ日本はよふけ2008謹賀新年SP』を放送。放送時間は、午前2時30分〜午前4時30分。
鶴瓶、南原、香取が司会として、『ご健在の今だからこそ聴いておきたい話』人物としてゲストの野中広務、海野和男と対談した。また、過去の出演者の中で鬼籍に入った早坂茂三、黒木靖夫、岡本敏子、小田実、後藤田正晴、瀬島龍三の映像を『遺言』として放送した。

## 書籍
- 平成日本のよふけ―人生の大先輩が熱く語る「日本の皆さんへ」（2000年7月1日）著：「平成日本のよふけ」番組スタッフ
- 平成日本のよふけ〈2〉（2001年7月1日）著：「平成日本のよふけ」番組スタッフ
- 瀬島龍三 日本の証言―新・平成日本のよふけスペシャル（2003年2月1日）共著：瀬島龍三、「平成日本のよふけ」番組スタッフ